# Бабья работа
«Бабья работа» — короткометражный мультфильм Анатолия Солина. Четвёртый мультфильм из цикла, часто упоминаемого в сети под названием «Вертепъ».

## Сюжет
Снят по сюжету русской народной сказки, разыгранной в вертепе. Мультфильм о том, как муж и жена после ссоры решили поменяться работой. Жена стала пахать поле, а муж готовить и делать домашние дела. В конечном итоге у мужа всё пошло наперекосяк.

## Съёмочная группа
| автор сценария и режиссёр | Анатолий Солин                                                    |
| художник-постановщик      | Игорь Верповский                                                  |
| оператор                  | Владимир Милованов                                                |
| композитор                | Анатолий Киселёв                                                  |
| звукооператор             | Нелли Кудрина                                                     |
| художники-аниматоры:      | Алексей Штыхин, Владимир Никитин, О. Святкова, А. Черепов         |
| xудожники                 | Елена Сударикова, Е. Дулова, Н. Рыжкова, С. Андреева, И. Фёдорова |
| монтажёр                  | Т. Иванкова                                                       |
| редактор                  | Татьяна Бородина                                                  |
| директор                  | Е. Бобровская                                                     |

## Роли озвучивали
- Георгий Вицин — Раёшник
- Всеволод Абдулов — Муж
- Людмила Ильина — Бабка

## Производство
Фильм был выпущен студией «Союзтелефильм» в 1992 году. Протагонистом фильма стал мужской персонаж, однако, из-за эгоистичности которого его нельзя отнести к положительным. В последствии неоднократно выпускался на VHS, например, ассоциацией «Видео Союз» и компанией «Динара», и других носителях.